# كريستين هيوز (ممثلة)
كريستين هيوز (بالإنجليزية: Kirsten Hughes)‏ هي ممثلة بريطانية، ولدت في 1963.

## وصلات خارجية
- كريستين هيوز (ممثلة) على موقع IMDb (الإنجليزية)
- كريستين هيوز (ممثلة) على موقع قاعدة بيانات الفيلم (الإنجليزية)